# Agrigento
Agrigento (sicilsky Girgenti) je italské město na Sicílii, správní centrum stejnojmenné provincie, od roku 2015 přejmenované na Volné sdružení obcí Agrigento.

## Geografie
Sousední obce: Aragona, Cattolica Eraclea, Favara, Joppolo Giancaxio, Montallegro, Naro, Palma di Montechiaro, Porto Empedocle, Raffadali, Realmonte, Sant'Angelo Muxaro, Siculiana.

## Historie
Město bylo založeno v roce 581 př. n. l. obyvateli Gely původem z řeckých ostrovů Rhodos a Kréta, kteří město nazvali Akragás podle stejnojmenné řeky. Jeho prvním vládcem byl tyran Falaris (vládl 581–554 př. n. l.), známý neobyčejnou krutostí. Údajně nechal zhotovit dutou bronzovou sochu býka (tzv. sicilský býk), v níž upaloval své odpůrce. V roce 488 př. n. l. se zde stal tyranem Thérón, který ve spojenectví s Gelónem z Gely a Syrákús porazil Kartágince se spojenci u Hímery roku 480 př. n. l. Po Thérónovi nastoupil jeho syn Thrasydaios, který jako neoblíbený vládce byl vypuzen a nakonec v Megaře popraven.
Řecká nadvláda trvala 370 let a v roce 210 př. n. l. za druhé punské války získala město do své moci římská říše pod latinským názvem Agrigentum. Roku 406 bylo město zničeno Kartaginci.
Po dobytí města Agrigentum Araby roku 829 stála na místě antického města jen malá obec v jeho severní části. Pod jménem Kerkent nebo Gergent vzniklo významné berberské sídlo, které se vyvinulo do významného muslimského centra na Sicílii a konkurovalo s arabským Palermem o nadvládu.
Roku 1087 byl Gergent dobyt Normany. Roger II. zde založil biskupství.

## Významné osobnosti
- Falaris (571–556) – tyran samovládce
- Thérón (487–477) – tyran samovládce
- Luigi Pirandello – dramatik v blízké osady Cáos, nositel Nobelovy ceny
- Simónidés – básník
- Pindaros – básník
- Empedoklés (493–433) – filozof a básník[1]

## Současnost
Město je známé zpracováním korálů i nabídkou turistických zajímavostí. Nedaleko je Údolí chrámů, starověký archeologický areál.

## Vývoj počtu obyvatel
Počet obyvatel

## Partnerská města
- Tampa, Florida, USA
- Valenciennes, Francie
- Perm, Rusko